# NGC 4584
NGC 4584 é uma galáxia espiral barrada (SBa) localizada na direcção da constelação de Virgo. Possui uma declinação de +13° 06' 38" e uma ascensão recta de 12 horas, 38 minutos e 17,8 segundos.
A galáxia NGC 4584 foi descoberta em 21 de Abril de 1862 por Heinrich Louis d'Arrest.